# Southwest Arm (Random Sound)
De Southwest Arm is een 24 km lange zeearm in de Canadese provincie Newfoundland en Labrador. De baai ligt aan de oostkust van het eiland Newfoundland.

## Geografie
De zeearm begint als een van beide aftakkingen van de Random Sound, een zeegat dat leidt naar de Trinity Bay aan Newfoundlands oostkust. De baai gaat 24 km ver het binnenland van dat eiland in, aanvankelijk in westzuidwestelijke richting om geleidelijk aan naar het westen toe te draaien. De Southwest Arm is over vrijwel zijn gehele lengte tussen de 2 en 3 km breed.
De zeearm heeft langs beide oevers een relatief rechte kustlijn met de natuurlijke haven van Little Heart's Ease en die van St. Jones Within als uitzonderingen. De Southwest Arm is daarenboven eilandarm met slechts twee noemenswaardige, vlak bij de kust gelegen eilandjes. Het betreft Hodge's Cove Island (gelegen in de gelijknamige cove) en Fox Island (gelegen in de haven van Southport). 

### Plaatsen
Aan de zuidelijke oever ligt provinciale route 204 met langs haar tracé van west naar oost de plaatsen Queen's Cove, Long Beach, Hodge's Cove, Caplin Cove, Little Heart's Ease en Southport. Aan de noordelijke oever ligt provinciale route 205 met langs haar tracé van west naar oost de plaatsen Hillview, Hatchet Cove en St. Jones Within. Beide provinciebanen beginnen aan het westelijke uiteinde van de Southwest Arm als aftakking van provinciale route 1 (TCH) alwaar zich nog de plaatsen North West Brook en Ivany's Cove bevinden.

## Galerij

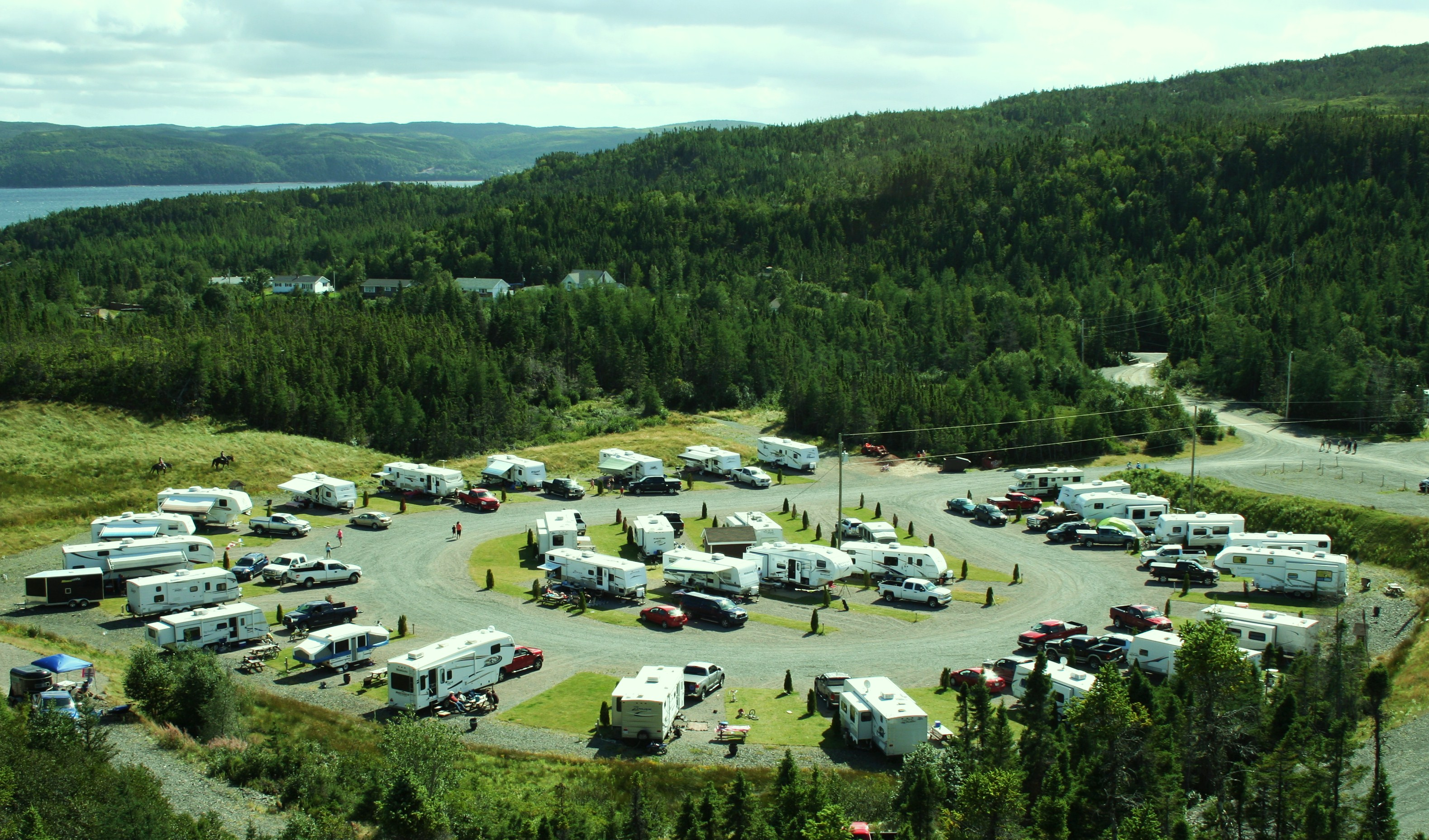
Kampeerterrein bij Hatchet Cove met de Southwest Arm in de achtergrond
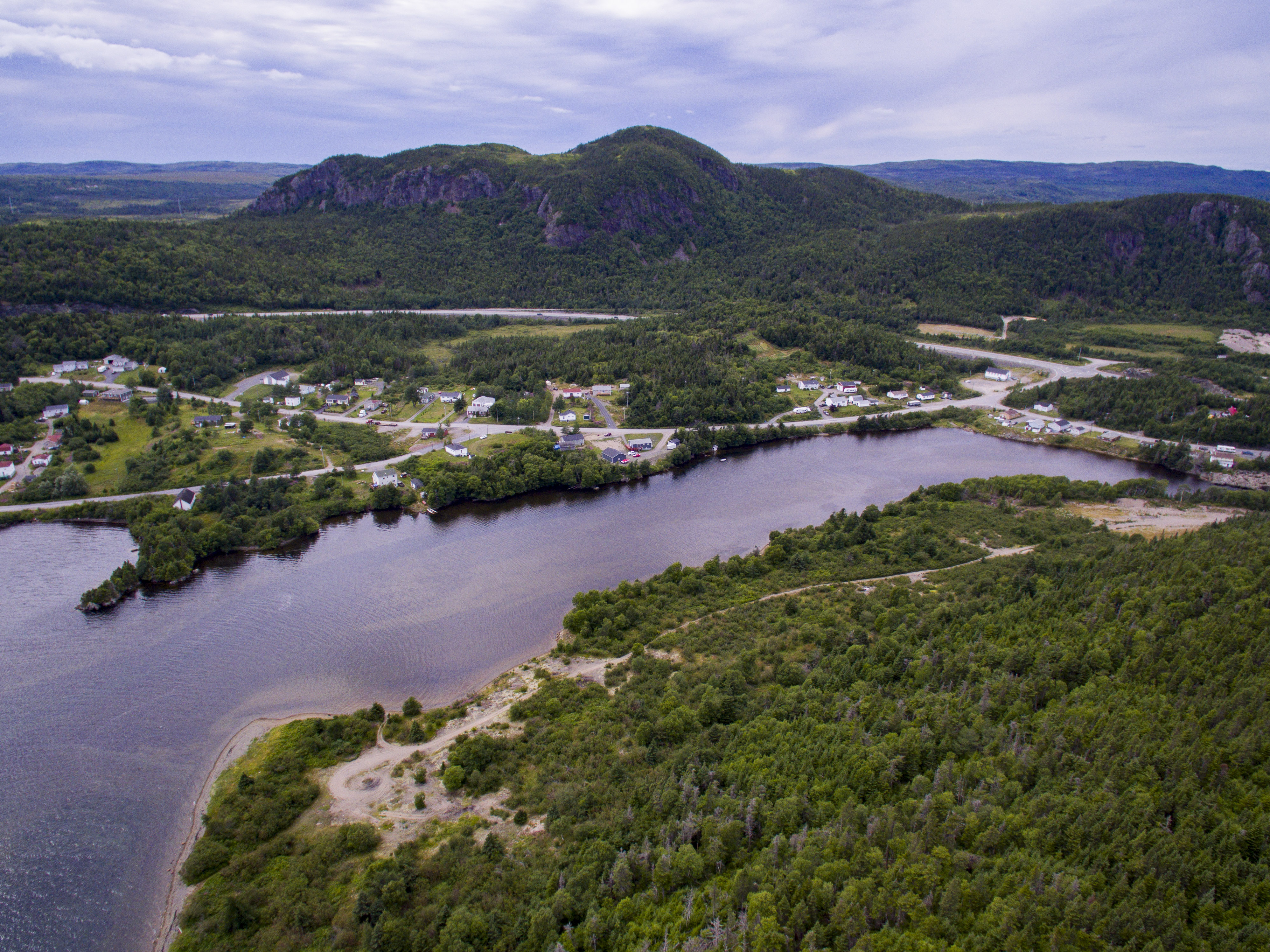
Erg kleine en uiterst westelijk gelegen inham bij de plaats North West Brook